# Mars to Stay
Mars to Stay (en català que es podria traduir com Mart per quedar-s'hi) és una proposta per enviar humans a Mart. La peculiaritat d'aquesta proposta és que els astronautes es quedarien indefinidament a Mart.
Això es creu que reduiria els costos significativament i permetria tenir una presència permanent a Mart. Entre altres personalitats l'astronauta Buzz Aldrin s'ha mostrat particularment a favor de la proposta. Altres institucions com Mars Underground, Mars Homestead Foundation i Mars Artists Community han recolzat la proposta. La primera referència al concepte titulada "One Way to Mars" va ser presentat al Case for Mars VI Workshop el 1996 per George Herbert.

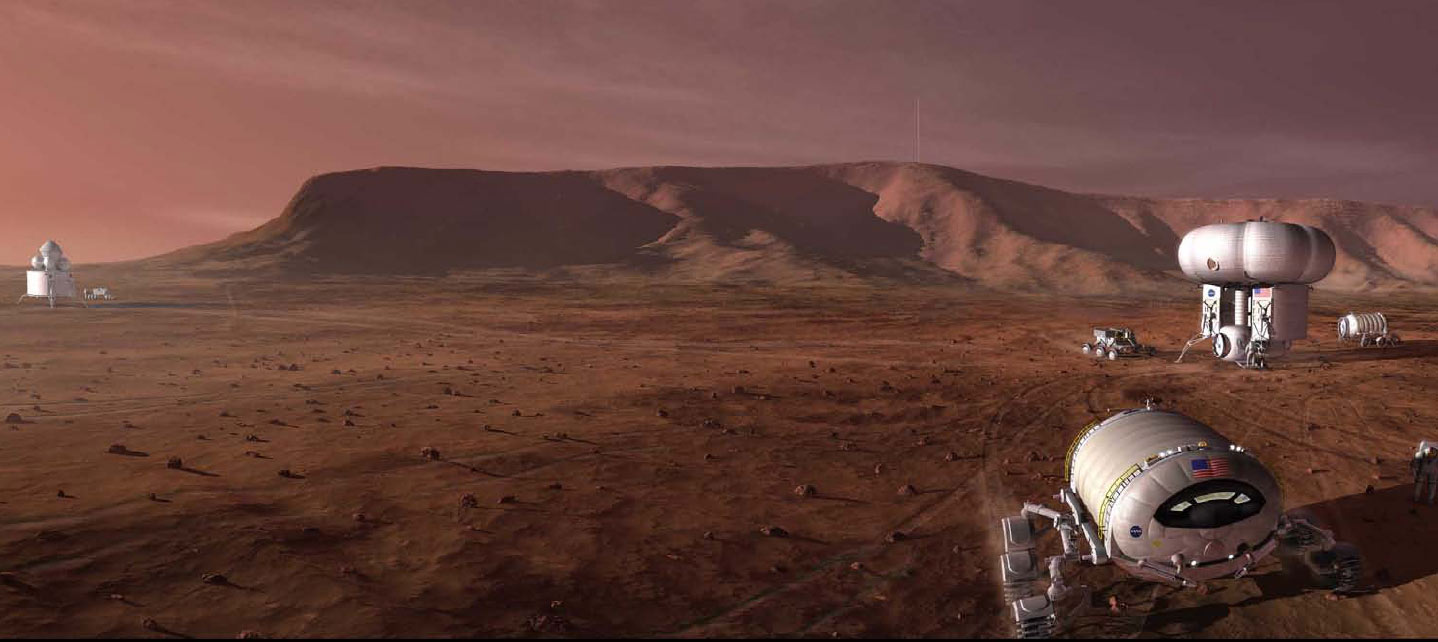
Concepte de NASA Design Reference Mission Architecture 5.0 (2009)

## Propostes emmarcades dins de Mars to Stay

### Pla de Buzz Aldrin
En un escenari on es portés a terme la proposta de Mars to Stay la primera expedició estaria composta per un equip de 6 persones. Després d'aquesta primera missió d'altres en seguirien, les quals elevarien la població a Mart fins a 30 colons en els següents 5 anys. Com que Mart ofereix tots els recursos necessaris per mantenir una colònia es creu que aquesta és la millor forma perquè la humanitat esdevingui una espècie present a altres planetes. Amb l'ús de fabricadors digitals i amb la fecundació in vitro es creu que la colònia podria créixer de forma autònoma fins als 40 individus.
La proposta de Buzz Aldrin enviaria astronautes amb el següent esquema temporal pels colonitzadors:
- Edat de 30 anys: s'escullen els voluntaris per colonitzar Mart.
- Edat de 30-35 anys: Entrenament tècnic i social per poder suportar l'aïllament i la comunicació amb retard temporal.
- Edat de 35 anys: S'envien 3 parelles cap a Mart. En els anys següents una dotzena més de parelles serien enviades cap a mart.
- Edat de 35-65 anys: Els colons construirien els hàbitats. La inseminació artificial asseguraria la diversitat genètica.
- Edat de 65 anys: La possibilitat de tornar o retirar-se a Mart s'oferiria a la primera generació de colons.

### "Hundred-Year Starship"
A l'octubre de 2010 Pete Worden, director del NASA Ames Research Center, va presentar la proposta Hundred-Year Starship. Aquesta proposa una missió a Mart sense viatge de tornada el 2030. Des de la Terra s'envierien provisions als astronautes que estarien a Mart. Existeix certa polèmica pel nom de la proposta, ja que aquesta podria ser duta a terme en tan sols 5 anys, en lloc dels 100 anys que suggereix el nom.

### "To Boldly Go: A One-Way Human Mission to Mars"
L'edició del Journal of Cosmology d'Octubre-Novembre de 2010 incloïa un article de Dirk Schulze-Makuch (Universitat Estatal de Washington) i Paul Davies (Universitat Estatal d'Arizona) original del llibre "The Human Mission to Mars. Colonizing the Red Planet." en què es detallava una proposta dins del marc Mars to Stay. Els punts destacats de la proposta es poden resumir com:
- Com que Mart no té capa d'ozó ni magnetosfera que protegeixi de les radiacions nocives, robots prepararien amb antelació els hàbitats sota la superfície de Mart.
- Els voluntaris que anessin cap a Mart sense bitllet de tornada s'allistarien coneixent que no tornarien cap a la Terra. L'exploració de Mart consistiria en viatges tan sols d'anada, i cap de tornada.
- La primera tripulació consistiria d'un equip de 4 persones. Idealment aquesta tripulació estaria distribuïda en dos naus espacials de dos tripulants cada una per assegurar l'èxit en cas de fallada d'una nau.
- Amb el temps la població de colons s'aniria incrementant a base de l'enviament de nous colons. Diversos hàbitats subterranis serien creats fins que la població superés els 150 habitants que assegurarien suficient diversitat genètica. L'enginyeria genètica augmentaria l'esperança de vida dels colons.